# Lista planetelor minore/185501–185600
Aceasta este Lista planetelor minore/185501–185600; pentru a naviga prin lista completă vezi Lista planetelor minore.
Pentru ale detalii vezi și Proiect:Astronomie sau Portal:Astronomie.
| Nume             | Denumire provizorie | Data descoperirii | Locul descoperirii   | Descoperitor(i)           |
| ---------------- | ------------------- | ----------------- | -------------------- | ------------------------- |
| 185501 -         | 2007 TR57           | 4 octombrie 2007  | Kitt Peak            | Spacewatch                |
| 185502 -         | 2007 TF126          | 6 octombrie 2007  | Kitt Peak            | Spacewatch                |
| 185503 -         | 2007 TK165          | 11 octombrie 2007 | Socorro              | LINEAR                    |
| 185504 -         | 2007 TQ230          | 8 octombrie 2007  | Kitt Peak            | Spacewatch                |
| 185505 -         | 2007 TU251          | 12 octombrie 2007 | Anderson Mesa        | LONEOS                    |
| 185506 -         | 2007 TJ315          | 12 octombrie 2007 | Kitt Peak            | Spacewatch                |
| 185507 -         | 2007 TE335          | 11 octombrie 2007 | Kitt Peak            | Spacewatch                |
| 185508 -         | 2007 TO335          | 11 octombrie 2007 | Kitt Peak            | Spacewatch                |
| 185509 -         | 2007 TJ361          | 14 octombrie 2007 | Mount Lemmon         | Mount Lemmon Survey⁠(d)    |
| 185510 -         | 2007 TA364          | 14 octombrie 2007 | Mount Lemmon         | Mount Lemmon Survey       |
| 185511 -         | 2007 TR414          | 15 octombrie 2007 | Lulin Observatory⁠(d) | LUSS⁠(d)                   |
| 185512 -         | 2007 UL             | 16 octombrie 2007 | RAS⁠(d)               | A. Lowe⁠(d)                |
| 185513 -         | 2007 UY46           | 20 octombrie 2007 | Catalina             | CSS                       |
| 185514 -         | 2007 UE79           | 30 octombrie 2007 | Mount Lemmon         | Mount Lemmon Survey⁠(d)    |
| 185515 -         | 2007 UW104          | 30 octombrie 2007 | Kitt Peak            | Spacewatch                |
| 185516 -         | 2007 UB116          | 31 octombrie 2007 | Kitt Peak            | Spacewatch                |
| 185517 -         | 2007 VQ28           | 2 noiembrie 2007  | Kitt Peak            | Spacewatch                |
| 185518 -         | 2007 VG51           | 1 noiembrie 2007  | Kitt Peak            | Spacewatch                |
| 185519 -         | 2007 VT63           | 1 noiembrie 2007  | Kitt Peak            | Spacewatch                |
| 185520 -         | 2007 VM65           | 1 noiembrie 2007  | Kitt Peak            | Spacewatch                |
| 185521 -         | 2007 VA67           | 2 noiembrie 2007  | Kitt Peak            | Spacewatch                |
| 185522 -         | 2007 VH75           | 3 noiembrie 2007  | Kitt Peak            | Spacewatch                |
| 185523 -         | 2007 VZ145          | 4 noiembrie 2007  | Kitt Peak            | Spacewatch                |
| 185524 -         | 2007 VK162          | 5 noiembrie 2007  | Kitt Peak            | Spacewatch                |
| 185525 -         | 2007 VJ164          | 5 noiembrie 2007  | Mount Lemmon         | Mount Lemmon Survey⁠(d)    |
| 185526 -         | 2007 VT190          | 8 noiembrie 2007  | Kitt Peak            | Spacewatch                |
| 185527 -         | 2007 VE238          | 13 noiembrie 2007 | Anderson Mesa        | LONEOS                    |
| 185528 -         | 2007 VR243          | 11 noiembrie 2007 | OAM⁠(d)               | OAM⁠(d)                    |
| 185529 -         | 2007 WE12           | 17 noiembrie 2007 | Catalina             | CSS                       |
| 185530 -         | 2007 WT12           | 17 noiembrie 2007 | Kitt Peak            | Spacewatch                |
| 185531 -         | 2007 WR23           | 18 noiembrie 2007 | Mount Lemmon         | Mount Lemmon Survey⁠(d)    |
| 185532 -         | 2007 WR42           | 18 noiembrie 2007 | Mount Lemmon         | Mount Lemmon Survey       |
| 185533 -         | 2007 WG53           | 17 noiembrie 2007 | Eskridge             | Eskridge                  |
| 185534 -         | 2007 WP54           | 19 noiembrie 2007 | Mount Lemmon         | Mount Lemmon Survey⁠(d)    |
| 185535 Gangda    | 2007 WH56           | 28 noiembrie 2007 | Purple Mountain⁠(d)   | PMO NEO Survey Program⁠(d) |
| 185536 -         | 2007 XS3            | 3 decembrie 2007  | Catalina             | CSS                       |
| 185537 -         | 2007 XK12           | 4 decembrie 2007  | Kitt Peak            | Spacewatch                |
| 185538 Fangcheng | 2007 XD28           | 14 decembrie 2007 | Purple Mountain⁠(d)   | PMO NEO Survey Program⁠(d) |
| 185539 -         | 2007 XS28           | 15 decembrie 2007 | Kitt Peak            | Spacewatch                |
| 185540 -         | 2007 XQ32           | 15 decembrie 2007 | Kitt Peak            | Spacewatch                |
| 185541 -         | 2007 XE33           | 15 decembrie 2007 | Kitt Peak            | Spacewatch                |
| 185542 -         | 2007 XM39           | 13 decembrie 2007 | Socorro              | LINEAR                    |
| 185543 -         | 2007 XY39           | 13 decembrie 2007 | Socorro              | LINEAR                    |
| 185544 -         | 2007 YN28           | 18 decembrie 2007 | Mount Lemmon         | Mount Lemmon Survey⁠(d)    |
| 185545 -         | 2007 YH31           | 28 decembrie 2007 | Kitt Peak            | Spacewatch                |
| 185546 Yushan    | 2007 YU31           | 28 decembrie 2007 | Lulin Observatory⁠(d) | LUSS⁠(d)                   |
| 185547 -         | 2007 YS33           | 28 decembrie 2007 | Kitt Peak            | Spacewatch                |
| 185548 -         | 2007 YG45           | 30 decembrie 2007 | Mount Lemmon         | Mount Lemmon Survey⁠(d)    |
| 185549 -         | 2007 YX52           | 30 decembrie 2007 | Catalina             | CSS                       |
| 185550 -         | 2007 YP57           | 28 decembrie 2007 | Kitt Peak            | Spacewatch                |
| 185551 -         | 2007 YT58           | 30 decembrie 2007 | Catalina             | CSS                       |
| 185552 -         | 2007 YY58           | 31 decembrie 2007 | Catalina             | CSS                       |
| 185553 -         | 2008 AX4            | 7 ianuarie 2008   | Lulin Observatory⁠(d) | LUSS⁠(d)                   |
| 185554 Bikushev  | 2008 AB5            | 7 ianuarie 2008   | Lulin Observatory    | LUSS                      |
| 185555 -         | 2008 AP8            | 10 ianuarie 2008  | Kitt Peak            | Spacewatch                |
| 185556 -         | 2008 AY8            | 10 ianuarie 2008  | Kitt Peak            | Spacewatch                |
| 185557 -         | 2008 AF16           | 10 ianuarie 2008  | Mount Lemmon         | Mount Lemmon Survey⁠(d)    |
| 185558 -         | 2008 AG19           | 10 ianuarie 2008  | Mount Lemmon         | Mount Lemmon Survey       |
| 185559 -         | 2008 AO22           | 10 ianuarie 2008  | Mount Lemmon         | Mount Lemmon Survey       |
| 185560 -         | 2008 AQ31           | 7 ianuarie 2008   | OAM⁠(d)               | OAM⁠(d)                    |
| 185561 -         | 2008 AV31           | 12 ianuarie 2008  | OAM                  | OAM                       |
| 185562 -         | 2008 AU32           | 13 ianuarie 2008  | Mallorca⁠(d)          | Mallorca⁠(d)               |
| 185563 -         | 2008 AL34           | 10 ianuarie 2008  | Kitt Peak            | Spacewatch                |
| 185564 -         | 2008 AO42           | 10 ianuarie 2008  | Catalina             | CSS                       |
| 185565 -         | 2008 AR42           | 10 ianuarie 2008  | Catalina             | CSS                       |
| 185566 -         | 2008 AY43           | 10 ianuarie 2008  | Kitt Peak            | Spacewatch                |
| 185567 -         | 2008 AQ59           | 11 ianuarie 2008  | Kitt Peak            | Spacewatch                |
| 185568 -         | 2008 AE71           | 12 ianuarie 2008  | Kitt Peak            | Spacewatch                |
| 185569 -         | 2008 AS77           | 12 ianuarie 2008  | Kitt Peak            | Spacewatch                |
| 185570 -         | 2008 AA78           | 12 ianuarie 2008  | Kitt Peak            | Spacewatch                |
| 185571 -         | 2008 AT98           | 14 ianuarie 2008  | Kitt Peak            | Spacewatch                |
| 185572 -         | 2008 AP103          | 15 ianuarie 2008  | Mount Lemmon         | Mount Lemmon Survey⁠(d)    |
| 185573 -         | 2008 AE106          | 15 ianuarie 2008  | Mount Lemmon         | Mount Lemmon Survey       |
| 185574 -         | 2008 BV4            | 16 ianuarie 2008  | Kitt Peak            | Spacewatch                |
| 185575 -         | 2008 BF15           | 29 ianuarie 2008  | Junk Bond⁠(d)         | D. Healy⁠(d)               |
| 185576 Covichi   | 2008 BL15           | 26 ianuarie 2008  | La Cañada⁠(d)         | La Cañada⁠(d)              |
| 185577 -         | 2008 BA16           | 28 ianuarie 2008  | Lulin Observatory⁠(d) | LUSS⁠(d)                   |
| 185578 -         | 2008 BJ16           | 28 ianuarie 2008  | OAM⁠(d)               | OAM⁠(d)                    |
| 185579 -         | 2008 BS16           | 29 ianuarie 2008  | OAM                  | OAM                       |
| 185580 -         | 2008 BV18           | 29 ianuarie 2008  | OAM                  | OAM                       |
| 185581 -         | 2008 BM20           | 30 ianuarie 2008  | Catalina             | CSS                       |
| 185582 -         | 2008 BZ20           | 30 ianuarie 2008  | Mount Lemmon         | Mount Lemmon Survey⁠(d)    |
| 185583 -         | 2008 BG22           | 31 ianuarie 2008  | Mount Lemmon         | Mount Lemmon Survey       |
| 185584 -         | 2008 BW22           | 31 ianuarie 2008  | Mount Lemmon         | Mount Lemmon Survey       |
| 185585 -         | 2008 BF23           | 31 ianuarie 2008  | Mount Lemmon         | Mount Lemmon Survey       |
| 185586 -         | 2008 BJ24           | 30 ianuarie 2008  | Kitt Peak            | Spacewatch                |
| 185587 -         | 2008 BR24           | 30 ianuarie 2008  | OAM⁠(d)               | OAM⁠(d)                    |
| 185588 -         | 2008 BH26           | 30 ianuarie 2008  | Catalina             | CSS                       |
| 185589 -         | 2008 BS31           | 30 ianuarie 2008  | Mount Lemmon         | Mount Lemmon Survey⁠(d)    |
| 185590 -         | 2008 BJ33           | 30 ianuarie 2008  | Kitt Peak            | Spacewatch                |
| 185591 -         | 2008 BP35           | 30 ianuarie 2008  | Kitt Peak            | Spacewatch                |
| 185592 -         | 2008 BR35           | 30 ianuarie 2008  | Kitt Peak            | Spacewatch                |
| 185593 -         | 2008 BC41           | 30 ianuarie 2008  | Catalina             | CSS                       |
| 185594 -         | 2008 BG42           | 31 ianuarie 2008  | Catalina             | CSS                       |
| 185595 -         | 2008 CR2            | 1 februarie 2008  | Mount Lemmon         | Mount Lemmon Survey⁠(d)    |
| 185596 -         | 2008 CP3            | 2 februarie 2008  | Kitt Peak            | Spacewatch                |
| 185597 -         | 2008 CH4            | 2 februarie 2008  | Kitt Peak            | Spacewatch                |
| 185598 -         | 2008 CY5            | 7 februarie 2008  | RAS⁠(d)               | A. Lowe⁠(d)                |
| 185599 -         | 2008 CJ7            | 2 februarie 2008  | Kitt Peak            | Spacewatch                |
| 185600 -         | 2008 CT14           | 3 februarie 2008  | Kitt Peak            | Spacewatch                |